# Paul Jean-Baptiste Poret de Morvan
Pour les articles homonymes, voir Poret.
Paul Jean-Baptiste Poret de Morvan, né le 14 avril 1777 à Saint-Étienne-sous-Bailleul dans l'Eure et mort le 17 février 1834 à Chartres, en Eure-et-Loir, est un général de brigade du Premier Empire.

## Carrière militaire succincte
Il est successivement colonel du 34e régiment d'infanterie légère le 10 décembre 1811, et colonel-major du 3e régiment de tirailleurs de la Garde impériale le 24 janvier 1813. Le 30 août 1813, il est promu général de brigade. Lors de la bataille de Waterloo, il se distingue à la tête du 3e régiment de grenadiers à pied de la Garde impériale dont il est colonel depuis le 1er avril 1815.

## Distinctions
- Chevalier de la Légion d'honneur le 14 juin 1804.
- Officier de la Légion d'honneur le 6 avril 1813.
- Commandeur de la Légion d'honneur le 26 mai 1813.
- Baron de l'Empire le 14 août 1813.

## Armoiries
- Chevalier de l'Empire le 27 février 1812 (lettres patentes).
  - Tiercé en fasce, d'azur, d'or et de gueules ; l'azur chargé à dextre d'un faisceau à l'antique, d'argent ; sénestré d'une étoile du même ; l'or chargé d'un lion passant, la tête contournée, de sable, tenant de la patte dextre un foudre de gueules ; le gueules chargé du signe des chevaliers légionnaires - Livrées : les couleurs de l'écu

- Baron de l'Empire le 6 avril 1813 (décret), le 14 août 1813 (lettres patentes).
  - Écartelé ; au premier d'azur adextré d'une demi tour d'argent, ouverte et maçonnée de sable, mouvante du flanc, sénestrée d'un lion rampant, lampassé d'argent ; au troisième des barons tirés de l'armée ; au troisième d'or à trois grenades, une et deux, de sable, enflammées de gueules ; au quatrième d'azur au vaisseau à trois mats, d'argent soutenu d'une mer de sinople - Livrées : les couleurs de l'écu, le verd en bordure seulement.